# 村山由佳
村山 由佳（むらやま ゆか、1964年〈昭和39年〉7月10日 - ）は、日本の小説家。

## 経歴・人物
東京都出身。立教女学院小・中・高を経て、立教大学文学部日本文学科卒業。不動産会社勤務、塾講師などを経験したあと、作家デビュー。『星々の舟』は第129回（2003年上半期）直木賞を受賞した。長らく千葉県鴨川市に住んでいたが、2007年（平成19年）に、離婚して東京に移住したのち、2009年（平成21年）に再婚した（2014年に離婚）。同じころ、体に3か所に刺青を入れた。2010年（平成22年）に軽井沢へ移った。
『天使の卵-エンジェルス・エッグ』、『おいしいコーヒーのいれ方』はNHK-FM、青春アドベンチャー枠でラジオドラマ化された。また、1999年に『きみのためにできること Peace of mind』が『きみのためにできること』のタイトルで日活で、2006年に『天使の卵-エンジェルス・エッグ』が『天使の卵』のタイトルで松竹で映画化された。
母親が認知症になり村山の小説が読めなくなったことをきっかけに、2011年に母との長年の葛藤を描いた自伝的小説『放蕩記』を刊行した。

## 受賞歴
- 1991年（平成3年） 『いのちのうた』で環境童話コンクール大賞。
- 1991年（平成3年） 『もう一度デジャ・ヴ』で第1回ジャンプ小説・ノンフィクション大賞佳作[4]。
- 1993年（平成5年） 『春妃〜デッサン』（『天使の卵-エンジェルス・エッグ』に改題）で第6回小説すばる新人賞受賞[5]。
- 2003年（平成15年） 『星々の舟』で第129回直木三十五賞受賞[6]。
- 2009年（平成21年） 『ダブル・ファンタジー』で第4回中央公論文芸賞[7]、第16回島清恋愛文学賞[8]、第22回柴田錬三郎賞[9]をトリプル受賞。
- 2021年（令和3年） 『風よ あらしよ』で第55回吉川英治文学賞受賞[10]。
- 2025年（令和7年） 『二人キリ』で第5回読者による文学賞スピンオフを受賞。

## 作品リスト
- いのちのうた（大阪市環境保健局、1990年）
- ブンブンききいっぱつ!さらわれたママをすくいだせ!のまき（むらやまゆか名義 画：せとまさこ、文渓堂、1992年9月）
- もう一度デジャ・ヴ（画：志田正重、集英社、ジャンプ ジェイ ブックス 1993年 集英社文庫 1998年）
- 天使の卵-エンジェルス・エッグ（集英社、1994年 集英社文庫 1996年、村上龍解説）
- おいしいコーヒーのいれ方（絵：志田正重、集英社、1994年）
シリーズについては、下記を参照。
- BAD KIDS（『海を抱く BAD KIDS』と世界観を共有、絵：音部訓子、集英社 1994年7月 集英社文庫 1997年、ISBN 9784087486285）
- 野生の風 WILD WIND（表紙写真：岩合光昭、集英社 1995年3月 集英社文庫 1998年）
- 青のフェルマータ Fermata in Blue（表紙絵：きたがわ翔、集英社 1995年11月 集英社文庫 2000年、香山リカ解説）
- 海風通信―カモガワ開拓日記（集英社、1996年8月、ISBN 9784087742084）
- きみのためにできること Peace of mind（表紙絵：アンドレ・ダーハン、集英社、1996年11月 集英社文庫 1998年、ISBN 9784087488616、文庫版は英題「Peace of mind」は付かない）
- 翼 cry for the moon（集英社 1997年9月 集英社文庫 2002年、池上冬樹解説）
- 夜明けまで1マイル―somebody loves you（集英社 1998年 集英社文庫 2005年、ISBN 978-4087477740）
- 海を抱く BAD KIDS 表紙：音部訓子、集英社 1999年7月 集英社文庫 2003年、花村萬月解説）
- さいごの恐竜ティラン I'll stay with you（画：広瀬 弦、ホーム社・集英社、1999年9月）
- 小説家ぶー子イギリスを行く・ぶー子のスケッチブック（集英社、2000年7月）
- いのちのうた CDブックス（CD付き絵本、画：はまのゆか、朗読、集英社、2000年10月）
- 約束（画：はまのゆか、集英社、2001年7月）
- すべての雲は銀の… Silver Lining（表紙：長崎訓子、講談社 2001年11月 講談社文庫 2004年、北上次郎解説）
- 晴れときどき猫背 Seabreeze from Kamogawa 2（集英社、2002年10月）
- 永遠。（長澤雅彦監督映画「卒業」サイドストーリー、講談社 2003年2月 講談社文庫 2006年、ISBN 9784062755429）
- 星々の舟 VOYAGE THROUGH STARS（表紙：小野田維、文藝春秋 2003年3月 文春文庫 2006年）
- 天使の梯子 Angel's Ladder（『天使の卵-エンジェルス・エッグ』の続編、表紙：小瀧達郎、集英社 2004年10月、集英社文庫 2007年）
- 楽園のしっぽ（文藝春秋、2005年7月、文春文庫 2009年、ISBN 9784167709020）
- ヘヴンリー・ブルー Heavenly Blue 「天使の卵」アナザーストーリー（『天使の卵-エンジェルス・エッグ』の番外編、挿絵：津田やよい、集英社、2006年8月、集英社文庫 2009年、文庫版は書き下ろし『ヘヴンリー・ブルー』メイキング・エッセイ付き）
- ダブル・ファンタジー（文藝春秋、2009年、文春文庫 上下巻2011年）
  - ミルク・アンド・ハニー（文藝春秋、2018年） - 『ダブル・ファンタジー』の続編
- 遥かなる水の音（写真：松岡雅子、集英社、2009年11月、ISBN 978-4-08-771327-5 、集英社文庫 2012年11月、ISBN 978-4087450033）
- アダルト･エデュケーション（装画：ダリ･ラウ、幻冬舎、2010年7月、ISBN 978-4-344-01863-1、幻冬舎文庫、2013年4月、ISBN 978-4344420106）
- 約束―村山由佳の絵のない絵本―（集英社文庫、2011年3月 ISBN 978-4-08-746673-7 絵本として発表された『いのちのうた』、『さいごの恐竜ティラン』、『約束』の三篇を文字だけで再構成したもの。『約束』はアンソロジー「短編工場」、集英社文庫、2012年10月、ISBN 978-4087468939 にも収録）
- 放蕩記（装画：結布、集英社、2011年、ISBN 978-4-08-771422-7）
- TSUNAMI（アンソロジー「最後の恋 プレミアム―つまり、自分史上最高の恋。―」、新潮文庫、2011年12月 ISBN 978-4101201245 に収録）
- 花酔ひ（文藝春秋、2012年2月 、文春文庫、2014年9月）
- イエスタデイズ（アンソロジー「あの日、君と Girls」、集英社文庫、2012年5月 ISBN 978-4-08-746831-1 及びアンソロジー「短篇ベストコレクション 現代の小説2013」、徳間文庫、2013年6月 ISBN 978-4198937058 に収録）
- ダンス・ウィズ・ドラゴン（装丁・撮影：田島照久、タトゥー：ダリ・ラウ、幻冬舎、2012年5月、ISBN 978-4-344-02183-9、幻冬舎文庫、2014年8月、ISBN 978-4344422421）
- 天使の棺
- 天翔る（講談社、2013年3月、ISBN 978-4062182591、講談社文庫、2015年8月、ISBN 978-4062931779）
- ありふれた愛じゃない（文藝春秋、2014年3月、ISBN 978-4-16-390036-0、文春文庫、2016年9月、ISBN　978-4167906924）
- 風酔ひ（アンソロジー「エロスの記憶」 、文春文庫、2015年2月、ISBN 978-4167903077 に収録)
- ワンダフル・ワールド（新潮社、2016年3月、ISBN 978-4103399513、新潮文庫、2018年10月、ISBN　978-4101003412）
- 嘘 Love Lies（新潮社、2017年12月、ISBN 978-4103399520、新潮文庫、2021年1月、ISBN　978-4101003429）
- 風は西から（幻冬舎、2018年3月、ISBN 978-4344032682、幻冬舎文庫、2020年8月、ISBN　978-4344430129）
- ミルク・アンド・ハニー（文藝春秋、2018年5月、ISBN 978-4163908397、文春文庫、2020年12月、ISBN　978-4167916046）
- 燃える波（中央公論新社、2018年7月、ISBN 978-4120050947、中公文庫、2020年10月、ISBN　978-4122069824）
- 猫がいなけりゃ息もできない（ホーム社、2018年10月、ISBN 978-4834253245、集英社文庫、2021年1月、ISBN　978-4087441987）
- はつ恋（ポプラ社、2018年11月、ISBN 978-4591160572、ポプラ社、2021年11月、ISBN　978-4591171721）
- まつらひ（文藝春秋、2019年1月、ISBN 978-4163909592、文春文庫、2022年2月、ISBN 978-4167918255）
- もみじの言いぶん（ホーム社、2019年3月、ISBN 978-4834253276）
- 晴れときどき猫背そして、もみじへ（ホーム社、2019年5月、ISBN 978-4834253283）
- 風よ あらしよ（集英社、2020年9月、ISBN 978-4087717228）
- 命とられるわけじゃない（ホーム社、2021年3月、ISBN 978-4834253450）
- 二人キリ（集英社、2024年1月、ISBN 978-4-08-771855-3）
- PRIZE（文藝春秋、2025年1月、ISBN 978-4163919300）

### 『おいしいコーヒーのいれ方』シリーズ
ジャンプ・ジェイ・ブックスより刊行。巻数表示はローマ数字。集英社文庫でも刊行。
- 『おいしいコーヒーのいれ方』シリーズ（画：志田正重）
- 1994年シリーズ開始。
  1. キスまでの距離（1994年）
  2. 僕らの夏（1996年）
  3. 彼女の朝（1997年）
  4. 雪の降る音（1999年）
  5. 緑の午後（2000年）
  6. 遠い背中（2002年）
  7. 坂の途中（2003年）
  8. 優しい秘密（2004年）
  9. 聞きたい言葉（2005年）
  10. 夢のあとさき（2006年）
- 『おいしいコーヒーのいれ方 Second Season』シリーズ（画：単行本2巻までは志田光郷、単行本3巻からと文庫版は結布）
  1. 蜂蜜色の瞳（2007年）
  2. 明日の約束（2008年）
  3. 消せない告白（2009年）
  4. 凍える月（2010年）
  5. 雲の果て（2011年）
  6. 彼方の声（2011年）
  7. 記憶の海（2012年）
  8. 地図のない旅（2013年）
  9. ありふれた祈り（2020年）

### 共著
- ボクらの時代 メス化する男たちオス化する女たち（テレビの対談番組の書籍化、渡辺淳一×村山由佳×西川史子、扶桑社、2009年11月、ISBN 978-4-594-06098-5）
- 「母」がいちばん危ない“いい娘”にならない方法（第7回日本家族と子どもセラピスト学会での斎藤学との公開対談の書籍化、大和書房、2013年7月、ISBN 978-4-479-79403-5）

## 翻訳
- ピーボディ先生のりんご（マドンナ、画：ローレン・ロング、集英社、2004年）
- 不思議の国のアリス（ルイス・キャロル、画：トーベ・ヤンソン、メディアファクトリー、2006年）

## 補足
- 『おいしいコーヒーのいれ方』シリーズと『それらに併録されている短編』、および『もう一度デジャ・ヴ』とは世界観を共有している。

## 映像化作品
映画
- きみのためにできること（1999年6月19日公開、篠原哲雄監督、日活） - 原作・『きみのためにできること Peace of mind』
- 天使の卵（2006年10月21日公開、冨樫森監督、松竹） - 原作・『天使の卵-エンジェルス・エッグ』

テレビドラマ
- ダブル・ファンタジー（2018年6月 - 7月（全5回）、連続ドラマW）
- 風よ あらしよ（2022年、NHK BS4K・BSプレミアム）

## 出演

### テレビ番組
- 五大陸横断 20世紀列車がゆく ロシアの大地とともに ～シベリア鉄道10,000キロの旅～（1999年、NHK BS2） - 旅人
- 第54回NHK紅白歌合戦（NHK総合・ラジオ第1） - 審査員
- 宿坊〜ココロとカラダ満つる旅〜（2007年1月18日、NHK BShi）[11]
- スタジオパークからこんにちは（2010年8月3日、9月3日、NHK総合）
- NHK短歌（2011年2月13日、NHK教育）
- ミュージック・ポートレイト（2011年7月16日・23日、NHK教育）
- 日めくり万葉集（2011年9月26日・10月24日・12月5日、NHK教育）
- あさイチ プレミアムトーク（2012年6月29日、NHK総合）
- ハートネットTV リハビリ・介護を生きる あなたの中の私を失う時（2015年5月15日、NHK教育）
- ネコメンタリー 猫も、杓子も。「特別編「村山由佳ともみじ　軽井沢の日々よ　永遠に」（2018年9月1日、NHK BSプレミアム）[12]
- アナザーストーリーズ 運命の分岐点「阿部定事件 〜昭和を生きた妖婦の素顔〜」（NHK BSプレミアム、2020年12月22日初回放送）

### ウェブ番組
- デモクラシータイムス（YouTube、2024年4月26日、2024年5月21日）

### ラジオ
- 眠れない貴女へ（NHK-FM、2013年4月 - ） - 隔週パーソナリティー